# 一色重之

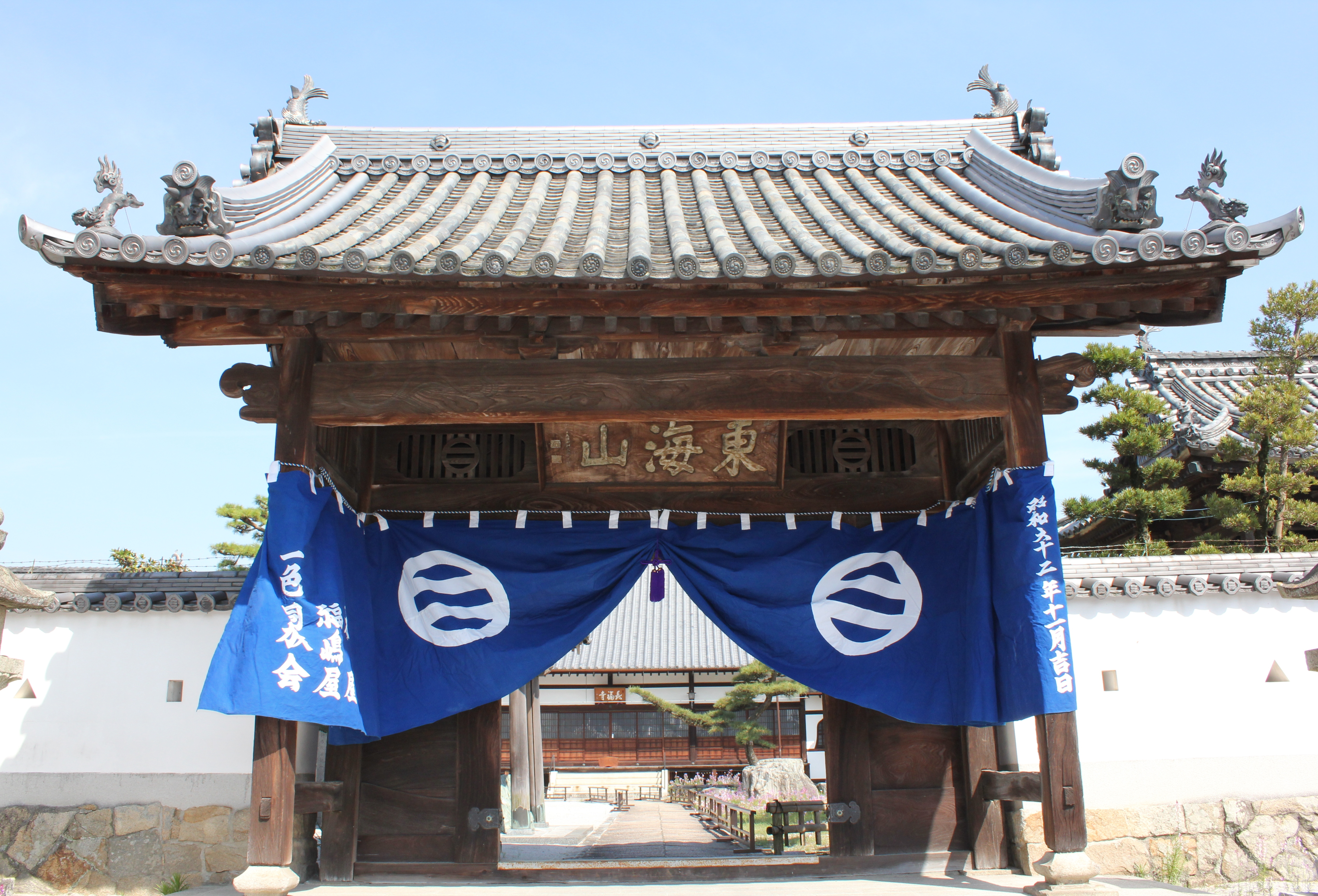
菩提寺、長福寺（西条市）の山門　壬生川大庄屋一色範江が寄進

一色 重之（いっしき しげゆき）は、戦国時代から江戸時代にかけての武将。通称は右馬三郎。

## 経歴
以下は、特に出自はあくまで伝承である。
天正8年（1580年）、丹後国宮津城（現・京都府宮津市）の落城前に外祖父である河野通泰（村上通泰）との縁により、子の重直、重次（6歳の双子）、家臣赤澤某、伊藤嶋之助、佐和小十郎等十余名を連れ、伊予国宇摩郡へ来た。一族は当時新居郡の旗頭であった高峠城（高外木城・たかとき）石川通清の食客となり、新居郡萩生村に居住。その後、桑村郡旦ノ上村へ居住。そして、旦ノ上村の青野六太夫只正の娘を重次の嫁に迎え縁者となった。天正18年（1590年）、摂津麻田藩青木一重の代官となっていた重之は、命により古城に居た周敷郡北条村の地頭越智勘左衛門を討って移り住み、そこを「三ツ屋」と称した。
また、文禄2年（1593年）5月13日、重之は代官となっていた次男の重次、嫡男の重直らと共に周敷郡周敷村三谷城主の荒井藤四郎考宣（なりあきら）を討った（豊臣秀吉の朝鮮出兵の軍費のためか、新領主による過酷な年貢の取立てがあったようで、一揆を企てた三谷城の荒井氏を攻め滅ぼした。道前一揆である）。
そして、重之の嫡男である重直が三谷城主となり、重直は周布、重次は三津屋を治めた。その後、一色家は三津屋村・周布村・壬生川村・明理川村明の四か村で大庄屋を務めた。明治以後は、一色家から周布村長・壬生川村長・壬生川町長を数多く輩出している。

## 子
- 長男：重直（通称・右馬助、後に喜兵衛、法名：元眞宗廣居士） - 寛永16年（1639年）9月7日死去
- 次男：重次（通称・丑之助、後に弥兵衛、法名：盛月閑光居士） - 寛永4年（1627年）7月22日死去

## 法要など

### 重之公380回忌法要

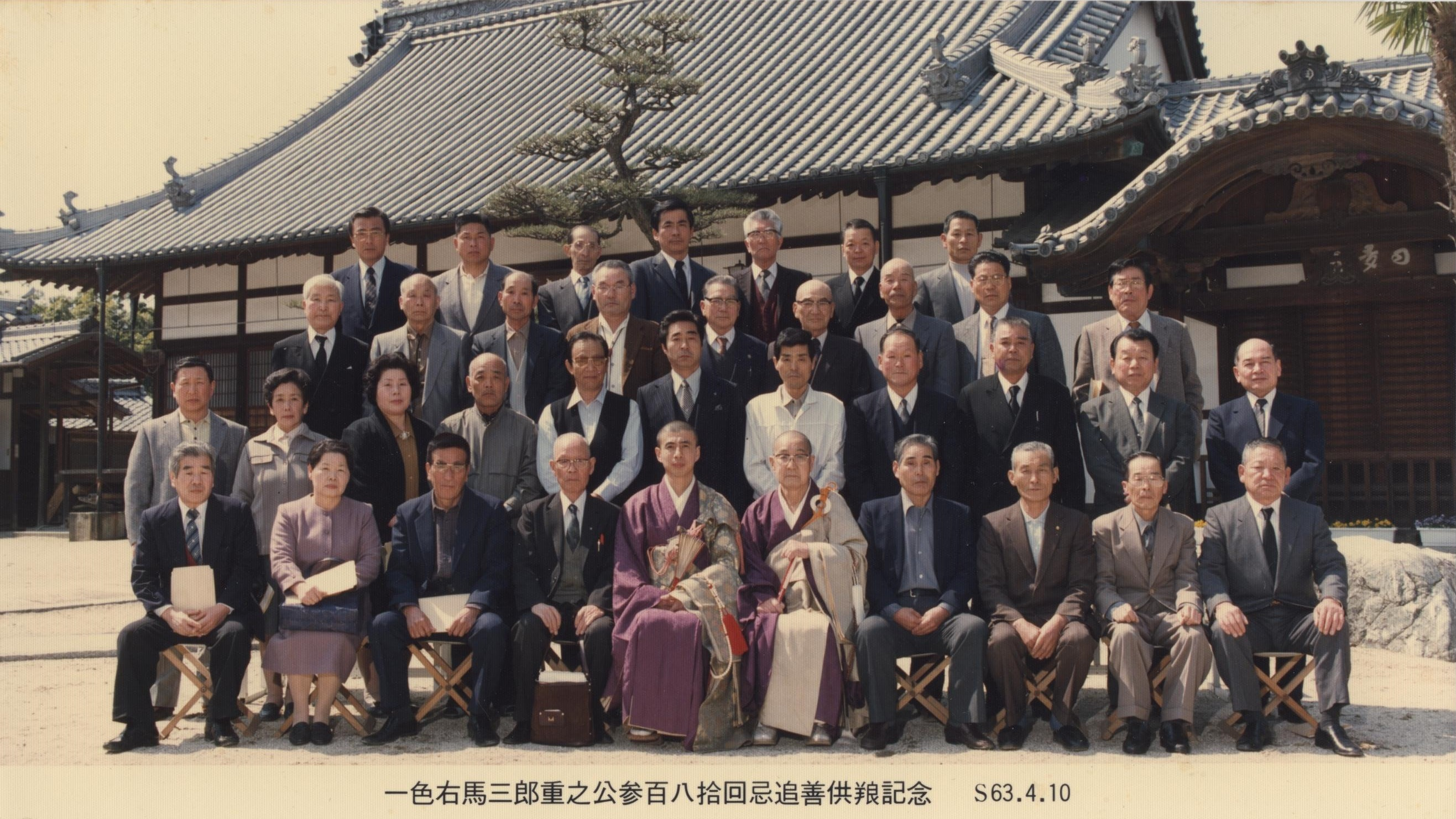
一色右馬三郎重之380回忌法要

昭和63年（1988年）4月10日、菩提寺の東海山長福寺（西条市）にて法要が行われる。三蔵院宝積寺隣の地域墓地へ参拝した後、来賓である全国一色同族会の方々を交えて懇親会が行われた。

## 重之公他の先祖墓を移転
平成20年（2008年）、重之並びに先祖の墓を三津屋地区の有志が移設。三蔵院宝積寺は一色家が丹後に居た頃に親交があった丹波国、福知山の修験僧三蔵が一色家を頼ってきて三津屋に住み、後に三津屋地域墓地のそばへ寺を建立したものである。西条市の管理墓地であった為に旭新開墓地へ移転する事となった。

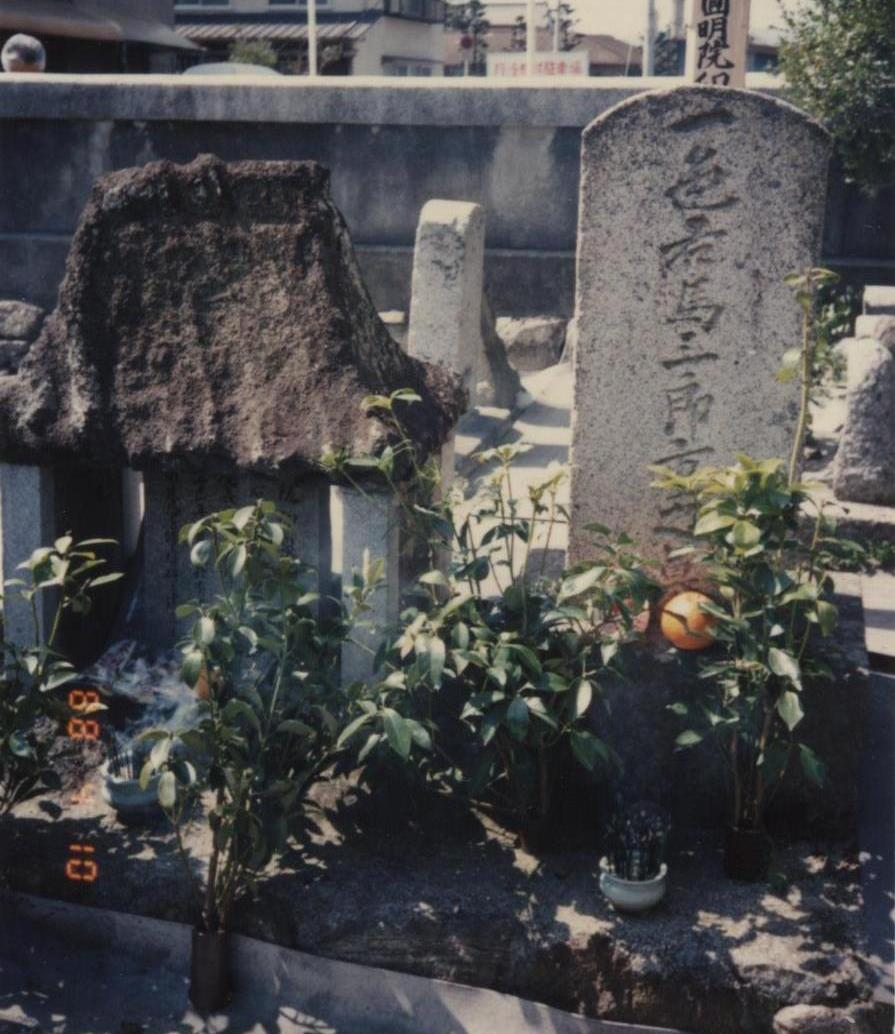
移転前（三津屋）
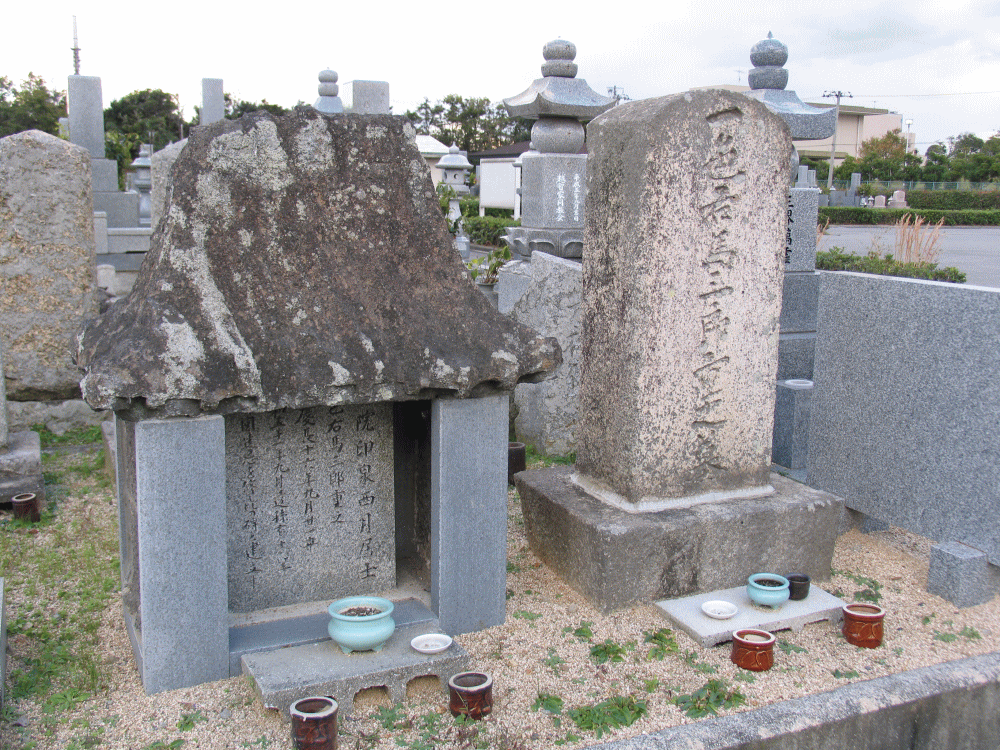
移転後（旭新開墓地）

### 重之公没400年祭（400回忌法要）
平成27年（2015年）4月19日、先祖供養のため、墓地跡地へ石碑を建立した。
平成27年（2015年）5月24日、数年遅れで重之公没400年祭を開催。菩提寺の東海山長福寺（西条市）にて法要が行われた。徳峰住職、泰山副住職、参拝者全員で般若心経。続いて観音経を唱和し、両和尚の読経の内、各自が焼香をする。その後、重之公末裔である生田流一色雅妙社中による邦楽演奏を奉納。徳峰和尚が長福寺と一色家との関係の話をされ、本堂前で和尚を交えた記念撮影。三蔵院そばの地域墓地では、跡地の石碑建立を確認して、旭新開墓地へ移動。そして、徳峰住職の読経のなか、各自が参拝をした。

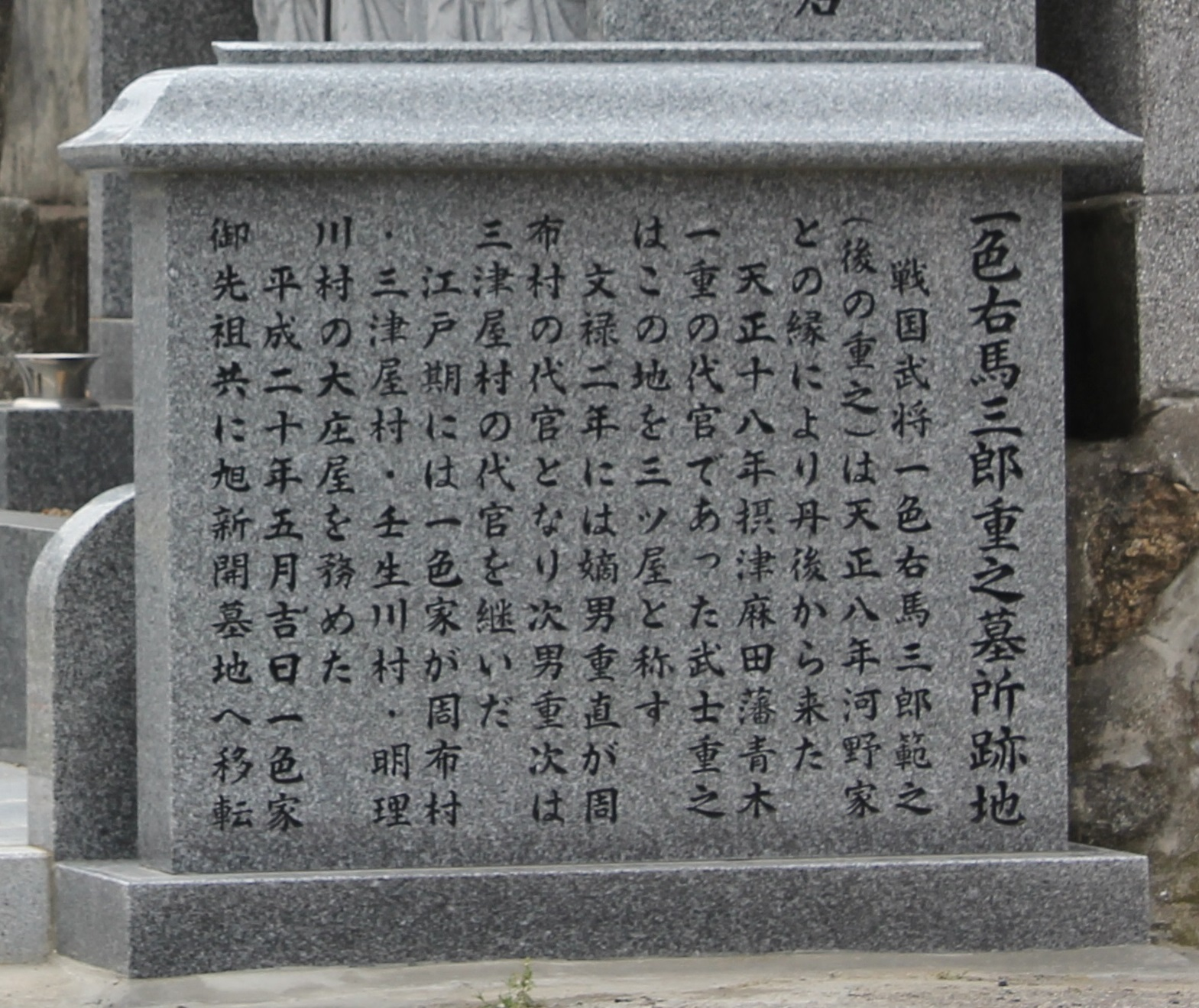
墓跡地の石碑
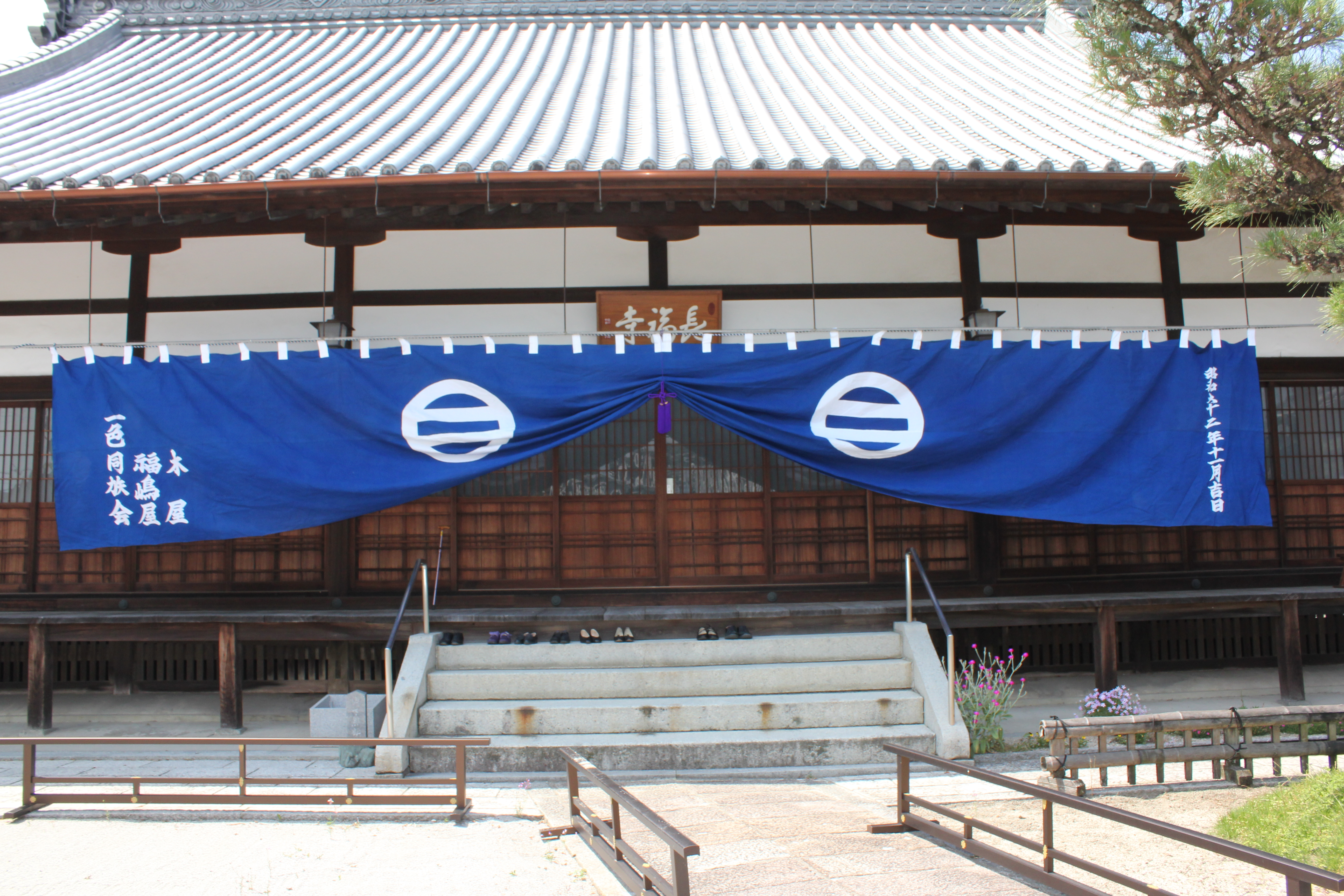
一色家の家紋幕（本堂）
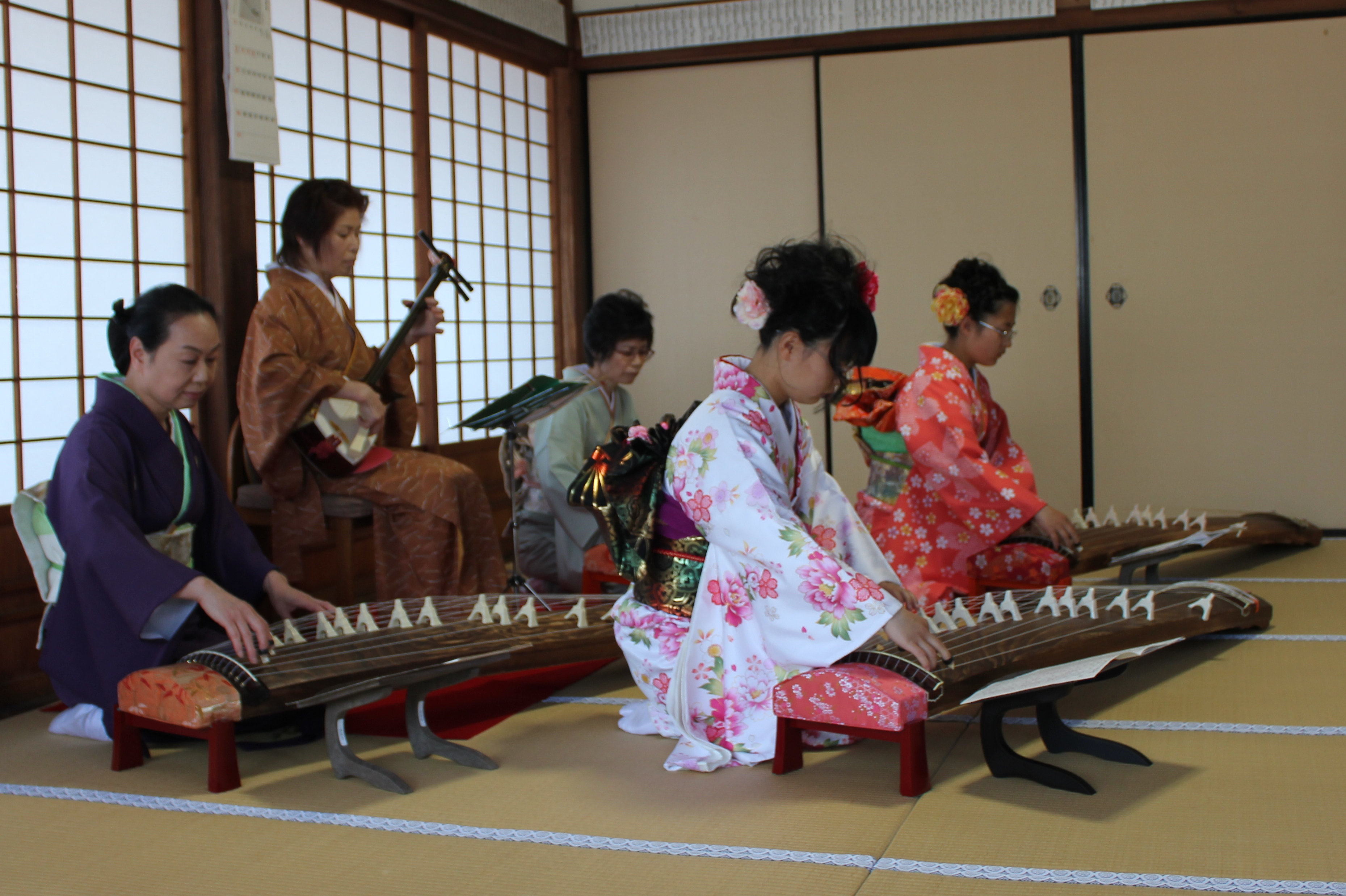
邦楽演奏奉納
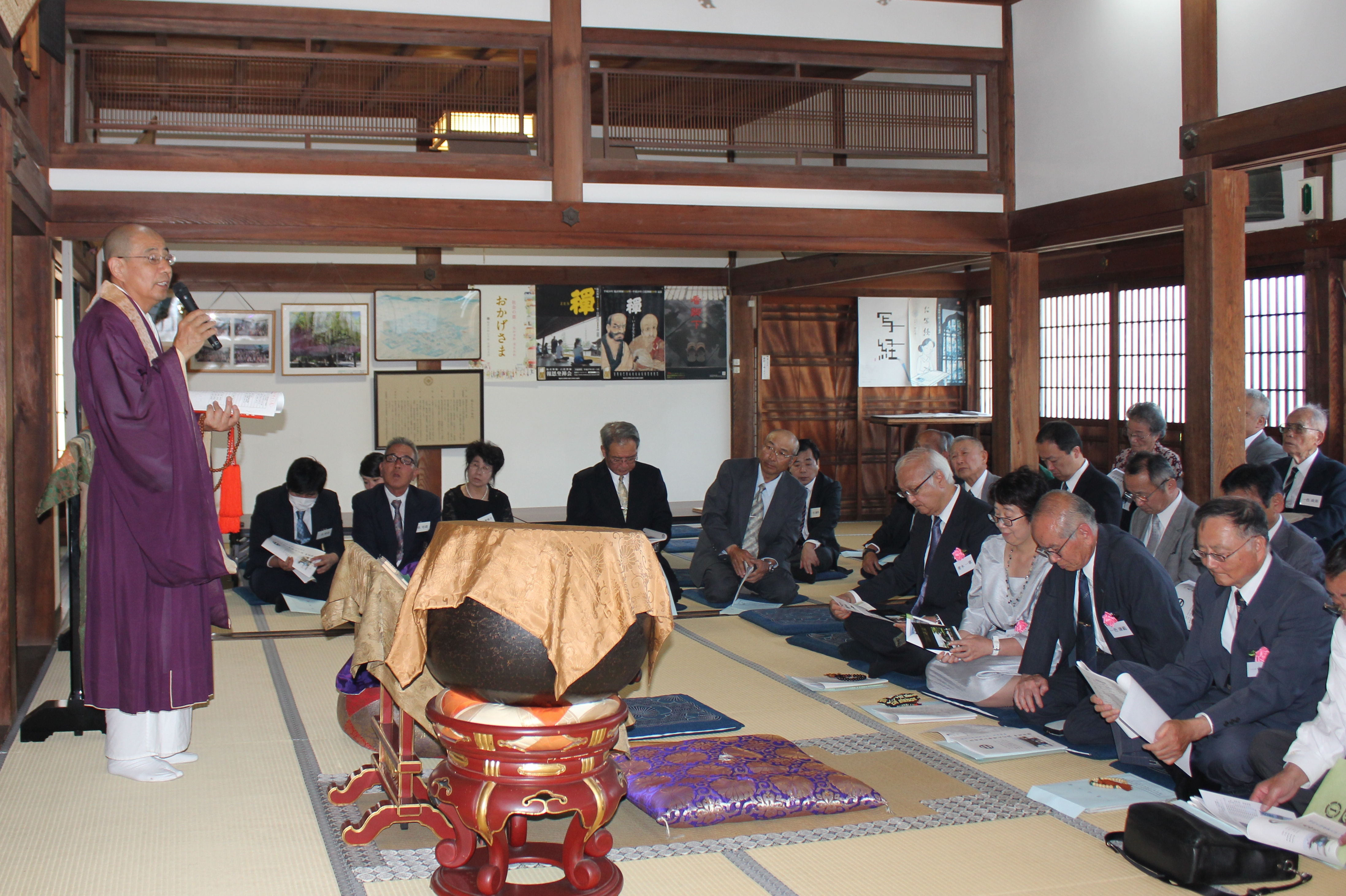
和尚のお話
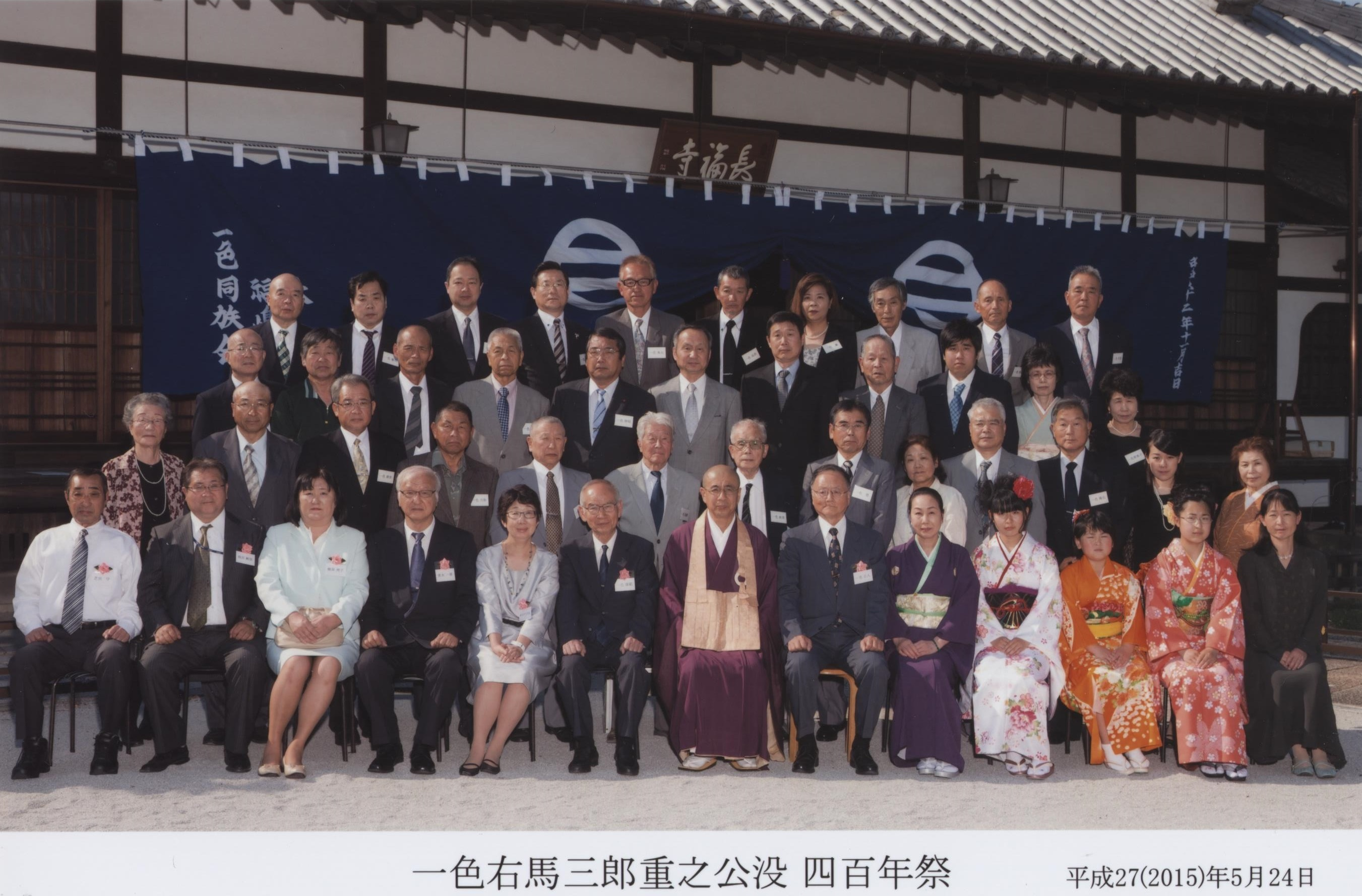
400年祭の記念写真
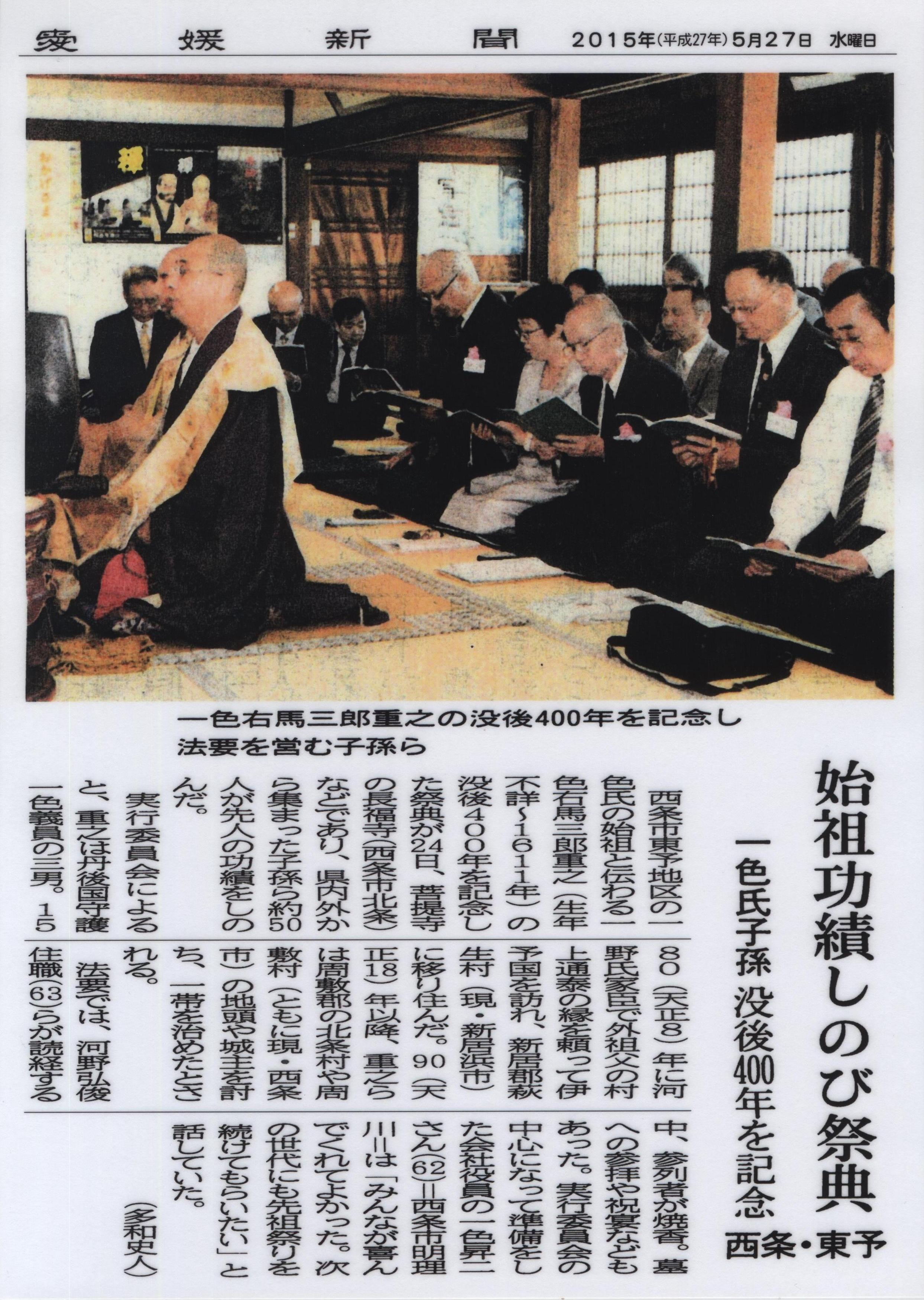
愛媛新聞の記事

## 備考

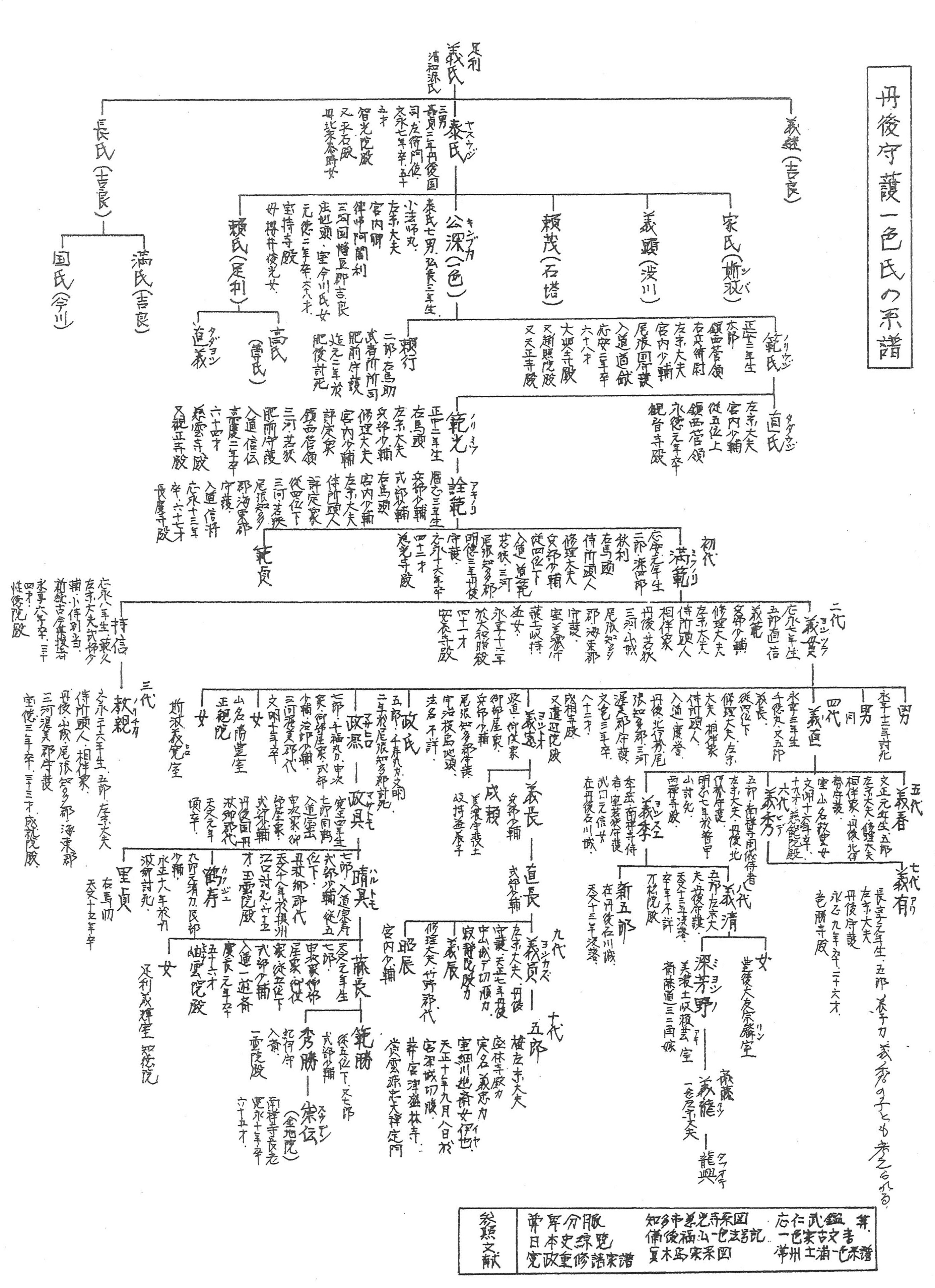
丹後守護一色氏代々控の系譜

- 丹後一色家の末期は戦国動乱期であるため諸説があり、重之についても伝承では義定の三男となっていたが、本ページは近年の研究資料に基づいた丹後地方中世史研究会・梅本政幸著書の『丹後守護一色氏代々控』（平成23年（2011年）10月28日発行）に依り掲載した[1]。